# Тріґґ (округ, Кентуккі)
Шаблон:StateAbbr_ 36°49′ пн. ш. 87°53′ зх. д. / 36.81° пн. ш. 87.88° зх. д.
Округ Тріґґ (англ. Trigg County) — округ (графство) у штаті Кентуккі, США. Ідентифікатор округу 21221.

## Демографія
За даними перепису 
2000 року 
загальне населення округу становило 12597 осіб, зокрема міського населення було 2512, а сільського — 10085.
Серед мешканців округу чоловіків було 6200, а жінок — 6397. В окрузі було 5215 домогосподарств, 3767 родин, які мешкали в 6698 будинках.
Середній розмір родини становив 2,84.
Віковий розподіл населення поданий у таблиці:
| Стать    | До 15 років | 15-21 | 22-29 | 30-39 | 40-49 | 50-65 | 65-85 | Понад 85 |
| -------- | ----------- | ----- | ----- | ----- | ----- | ----- | ----- | -------- |
| Чоловіки | 1270        | 462   | 555   | 857   | 882   | 1238  | 873   | 63       |
| Жінки    | 1160        | 469   | 554   | 877   | 925   | 1258  | 1020  | 134      |

## Суміжні округи
- Лайон — північ
- Колдвелл — північний схід
- Крістіан — схід
- Стюарт, Теннессі — південь
- Калловей — південний захід
- Маршалл — північний захід

## Виноски
1. ↑  U.S. Decennial Census. United States Census Bureau. Архів оригіналу за 12 травня 2015. Процитовано 20 серпня 2014.
2. ↑  Historical Census Browser. University of Virginia Library. Архів оригіналу за 11 серпня 2012. Процитовано 20 серпня 2014.
3. ↑  Population of Counties by Decennial Census: 1900 to 1990. United States Census Bureau. Архів оригіналу за 13 жовтня 2014. Процитовано 20 серпня 2014.
4. ↑  Census 2000 PHC-T-4. Ranking Tables for Counties: 1990 and 2000 (PDF). United States Census Bureau. Архів оригіналу (PDF) за 18 грудня 2014. Процитовано 20 серпня 2014.
5. ↑  State & County QuickFacts. United States Census Bureau. Архів оригіналу за 22 грудня 2015. Процитовано 6 березня 2014. [Архівовано 2015-12-22 у Wayback Machine.](англ.) Наведено за англійською вікіпедією.
6. ↑  American FactFinder. Бюро перепису населення США. Архів оригіналу за 26 лютого 2012. Процитовано 31 січня 2008. [Архівовано 2008-05-21 у Wayback Machine.]

| США | Це незавершена стаття з географії США. Ви можете допомогти проєкту, виправивши або дописавши її. |